# 宮部春蔵
宮部 春蔵（みやべ はるぞう/しゅんぞう、天保10年（1839年） - 元治元年7月21日（1864年8月22日））は、幕末の熊本藩士、尊皇攘夷派の活動家。宮部鼎蔵の弟。名は増正、通称大助。

## 略伝
肥後国益城郡田代村（現・熊本県上益城郡御船町）に生まれる。文久2年（1862年）、脱藩して長州へ行く。三条実美に仕える。元治元年6月5日（1864年7月8日）の池田屋事件で兄は殺害されるが、春蔵は長州藩邸へ逃げ込んで難を逃れた。
同年7月19日（1864年8月20日）、禁門の変に長州藩軍として参加し敗走、真木保臣らと共に天王山の小屋に立て籠もり、皆で火薬に火をつけて爆死した。享年26。（天王山籠城戦）
明治35年（1902年）、正五位を追贈された。